# 월간모던포엠
월간모던포엠은 '멀티 디지털 시대의 멀티포엠 시문학 운동'이라는 취지를 내걸고 2003년 10월에 창간한 월간 문예지이다. 초기에는 시 전문지로 출발하였으나, 현재 종합문예지의 성격이 짙어지고 있다.
발행인은 전형철이다.